# Bad Segeberg
Bad Segeberg er en by i det nordlige Tyskland med cirka 16.000 indbyggere [kilde mangler], beliggende i delstaten Slesvig-Holsten. Den er hovedby i kreds Segeberg og er beliggende cirka 50 km nordøst for Hamburg og 25 km vest for Lübeck.
Bad Segeberg er berømt for sin årlige Karl-May-Festival. Det store amfiteater i byen blev oprindeligt bygget af nazisterne.
Der er et stort tv-tårn i centrum af byen.

## Historie
Bad Segeberg skylder sin eksistens til en forekomst af gips og kalksten, kaldet Kalkberg, som i en tid med slotsbygning udgjorde en udfordring ved en fastsættelse af grænsen mellem Sachsen og slavere. Knud Lavard anerkendte vigtigheden af det på den tid 120 meter høje bjerg, og havde i 1128 den hensigt at bygge et slot der, "mansiunculas" (rum til indkvartering). Denne første middelalderlige bjergbesiddelse blev imidlertid i 1130 elimineret af Adolf I af Schauenburg og Holsten, der frygtede for dens magt og indflydelse.
Munken og missionæren over vagriere og abodritter, Vicelin, gjorde kejser Lothar opmærksom på den strategiske betydning af Kalkbjerget, hvor i 1134 en første borg blev bygget, som fik navnet Siegesburg (deraf Segeberg). Ikke langt fra bjerget blev den første kirke og tidlige klostre bygget. Men da et par år senere kejser Lothar døde, "udnyttede Pribislav af Lübeck lejligheden, samledes en røverbande sammen og ødelagde byflækken Segeberg og omliggende områder, hvor sakserne boede, grundigt" (Helmold). Først i 1143 var slottet af Adolf II. genopført. Vizelin flyttede det til Neumünster/Faldera udvidede kloster efter Högersdorf, slavisk Cuzalina, og helligede sig i stigende grad til missionsvirksomhed. Fra 1152 fandtes et middelalderligt hospital for spedalske syd for byen, på Gieschenhagen, kaldet St. Jürgenshof.
I 1230-erne modtog Segeberg Lübecks købstadsrettigheder. Under Gerhard II Og Gerhard III blev befæstningen udbygget på kalkbjerget, hvilken i 1459 kom i Christian I af Danmarks besiddelse. Længe var Segeberg sæde for den kongelige danske amtmand. Den mest berømte af dem var Henrik Rantzau i det 16. århundrede under Frederik II af Danmark. Under Henrik Rantzau blev den i 1534 under Grevens Fejde af kommandøren i Lübeck Marx Meyer næsten fuldstændig ødelagte by genopbygget.
I storhedstiden i anden halvdel af det 16. århundrede opførtes på række nogle vigtige monumenter i Segeberg, som Rantzaus Palæ, Segeberg Pyramiden (de eneste rester fundet i Rantzaus Kapel), og en obelisk (af hvilken den nederste halvdel er bevaret). Et genopbygget borgerhus fra 1541 overlevede som det eneste alle efterfølgende turbulente tider. I dag huser det det kommunale museum.
I første del af 1800-tallet voksede Segeberg hurtigt, fra 836 indbyggere i 1803 til 3.035 indbyggere i 1835, 3.190 indbyggere i 1840, 3.609 indbyggere i 1845, 4.377 indbyggere i 1855 og 4.691 indbyggere i 1860.
1830-1832 anlagdes en chaussé Altona-Segeberg-Neustadt.